# Comuna Zalelia, Țarîceanka
Zalelia (în ucraineană Залелія) este o comună în raionul Țarîceanka, regiunea Dnipropetrovsk, Ucraina, formată din satele Andriivka, Lozuvatka, Netesivka, Pomazanivka și Zalelia (reședința).

## Demografie
Componența lingvistică a satului Zalelia
     Ucraineană (95,02%)
     Rusă (3,77%)
     Alte limbi (0,66%)
Conform recensământului din 2001, majoritatea populației satului Zalelia era vorbitoare de ucraineană (95,02%), existând în minoritate și vorbitori de rusă (3,77%).